# 理化学研究所
理化学研究所（りかがくけんきゅうしょ、英: Institute of Physical and Chemical Research、略称: 理研〈りけん〉、英略称: RIKEN）は、日本の埼玉県和光市に本部を置く国立研究開発法人。アジア最初の基礎科学総合研究所として、1917年（大正6年）に創立された。日本に2ヶ所設置されているバイオセーフティレベル4の実験室のうち1つを筑波研究所に有する。

## 概要
1917年（大正6年）に創設された物理学、化学、工学、生物学、医科学など基礎研究から応用研究まで行う、日本国内では唯一の自然科学系総合研究所である。明治維新後、若い科学者を留学させて、アジア最初の基礎科学総合研究所である理化学研究所（RIKEN）として設立された。
鈴木梅太郎、寺田寅彦、中谷宇吉郎、長岡半太郎、嵯峨根遼吉、池田菊苗、本多光太郎、湯川秀樹、朝永振一郎、仁科芳雄、菊池正士など多くの科学者を輩出した。
戦前（第二次世界大戦前、太平洋戦争前）は理研コンツェルンと呼ばれる企業グループ（十五大財閥の一つ）を形成したが、太平洋戦争の終結と共に連合国軍最高司令官総司令部（GHQ）によって解体された。
1958年（昭和33年）に特殊法人「理化学研究所」として再出発し、2003年（平成15年）10月に文部科学省所管独立行政法人「独立行政法人理化学研究所」に改組された。2015年（平成27年）4月、「国立研究開発法人理化学研究所」に改称した。

## 沿革

### 理化学研究所の創設

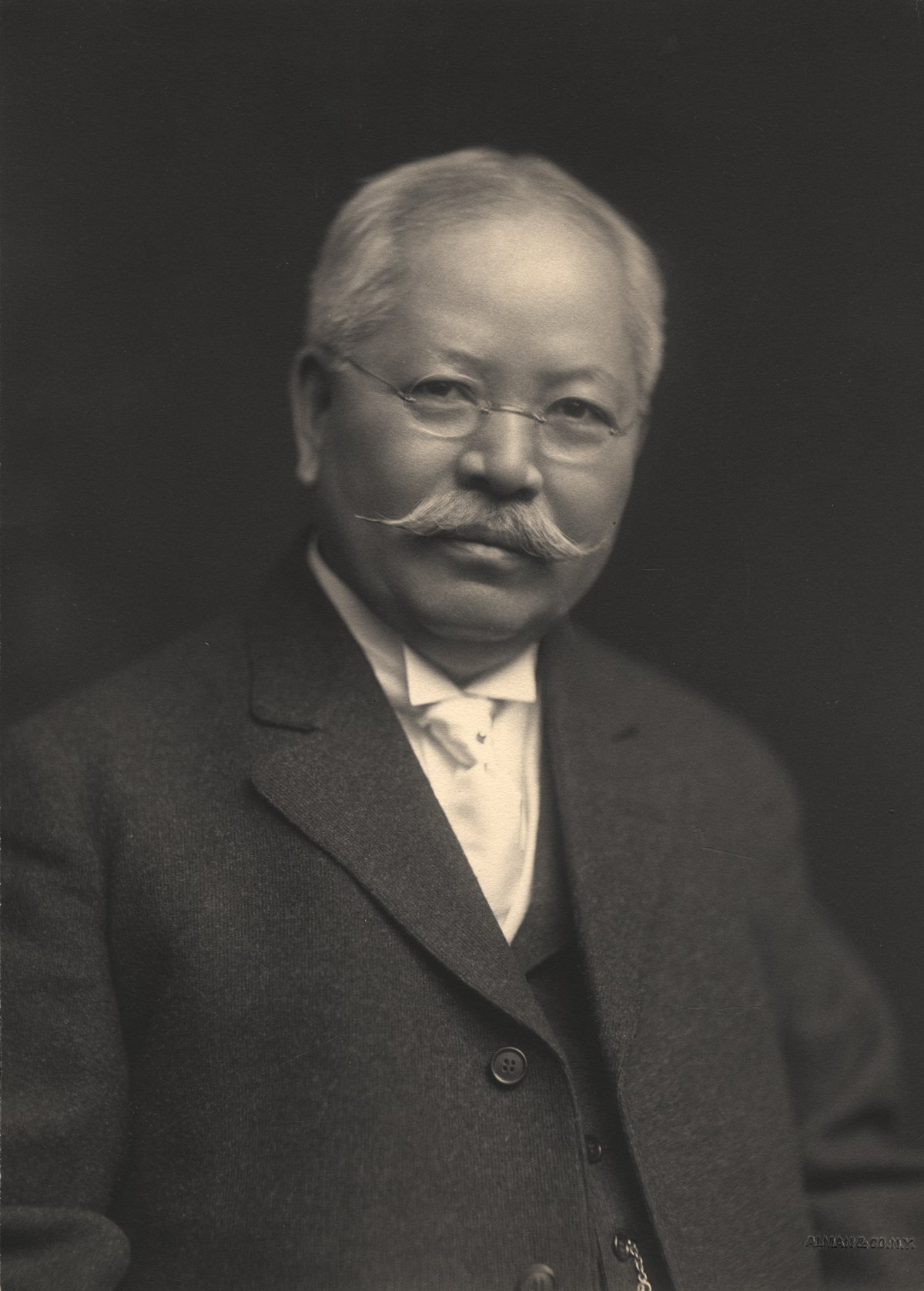
「国民科学研究所」構想を提唱した高峰譲吉

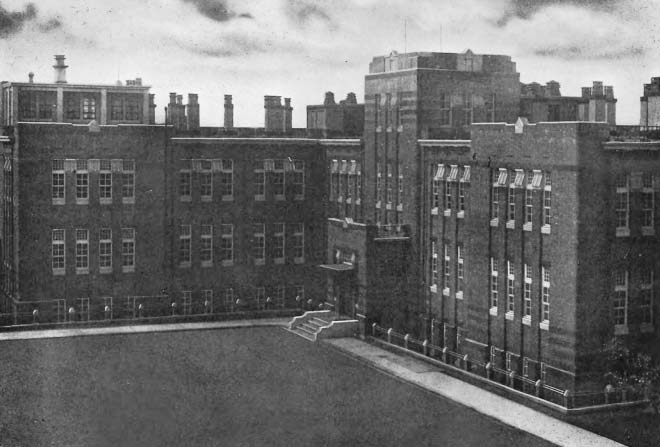
大正期の理化学研究所

1913年（大正2年） 高峰譲吉、櫻井錠二らが「国民科学研究所」構想を唱え、渋沢栄一らがその構想について議論を行った。1915年（大正4年） 第36回帝国議会にて、衆議院・貴族院の本会議で「理化学研究所創立」が決議された。
1917年（大正6年） 渋沢栄一を設立者総代として皇室・政府からの補助金、民間からの寄付金を基に「財団法人理化学研究所」を東京都文京区駒込（現・日本医師会館・文京グリーンコート）に設立。伏見宮貞愛親王が総裁、菊池大麓が所長に就任。
1921年（大正10年） 大河内正敏が3代目所長に就任し研究室制度を打ち出す。神奈川県藤沢市の大日本醸造株式会社内に大和醸造試験所を設立し、合成酒の製造研究を開始。
1922年（大正11年） 研究室制度が発足。主任研究員に大幅な自由裁量が与えられ、主任研究員は帝国大学教員との兼任を認め、研究室を帝国大学に設置することを許可した。また、主任研究員が予算、人事権を握り、研究テーマも自主的に設定。この研究室制度は理化学研究所を活性化したが、費用対効果を考えない研究費の投入はたちまち理研を財政難に陥れた。

#### 理研ヴィタミン

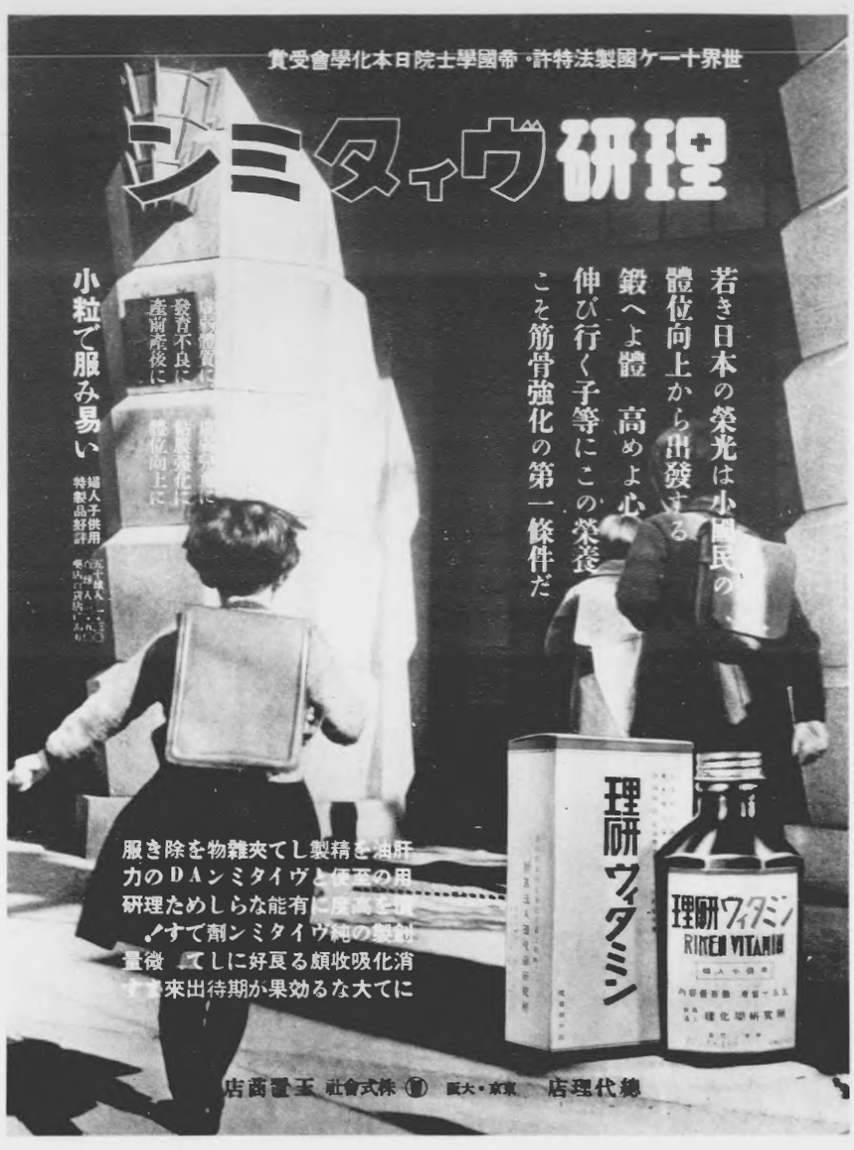
ビタミンA製剤「理研ヴィタミン」の雑誌広告（1938年（昭和13年）4月13日））。こうした商品の収益が「科学者たちの楽園」を支えた。

同年、鈴木梅太郎研究室所属の高橋克己が、長岡半太郎や寺田寅彦の助力を得てタラの肝油から世界で初めてビタミンAの分離と抽出に成功した。試作品として売り出したところ、肺結核の特効薬との噂が広まり患者の家族らが殺到、大河内はその様子を見てこれを製品化することを決断し、鈴木梅太郎研究室をせきたてて4ヶ月で製品化にこぎつけた。既存の医薬品企業と提携せずに理研の自主生産で「理研ヴィタミン」を販売し、その販売収益により財政難は解消に向かうこととなった。1924年（大正13年）には理研の作業収入の8割をビタミンAが稼ぎ出す状況であった。ビタミンAの1カプセルあたりの製造原価は1-2銭だったが、これを10銭で直接販売して高利益を得ていたのである。

#### 理化学興業の創設
1927年（昭和2年）に、理研の発明を製品化する事業体として理化学興業を創設し、大河内が自ら会長に就任した。理化学興業と理化学研究所は工作機械、マグネシウム、ゴム、飛行機用部品、合成酒など多数の発明品の生産企業を擁する理研産業団（理研コンツェルン）を形成してゆく。最盛期には会社数63、工場数121の大コンツェルンとなった。1939年（昭和14年）の理研の収入370万5000円のうち、特許料や配当などの形で理研産業団各社が納めた額は303万3000円を占めた。その年の理研の研究費は231万1000円だったので、理研は資金潤沢で何の束縛もない「科学者たちの楽園」だった。のちに理研コンツェルンの事業を継承した会社にはリコー、リケン、理研計器、理研電線、理研ビタミンなどがある。

#### 仁科芳雄研究室によるサイクロトロン・原子爆弾開発
1937年（昭和12年） 仁科芳雄研究室が日本で最初のサイクロトロンを完成させる。初期には26インチの小型サイクロトロン、1943年（昭和18年）には200トンの大型サイクロトロンを完成させた。
1940年には、矢崎為一、渡辺扶生、飯盛武夫 （飯盛里安長男）が、嵯峨根遼吉がかつて所属した米国のローレンス・バークレー国立研究所を査察。
1941年（昭和16年）、陸軍の要請を受け、仁科芳雄が中心となって原子爆弾開発の極秘研究（ニ号研究）を開始。

### 敗戦に伴う解体から株式会社科学研究所へ

株式会社科学研究所時代の広告
1957年

1946年（昭和21年）、太平洋戦争終結とともにGHQの指令により財閥に指定され、理研グループ持株会社の理研工業（元・理化学興業）は11社に解体され、理化学研究所の仁科研究室のサイクロトロンも海中に投棄された。大河内所長は公職追放処分を受け、11月には仁科芳雄が第4代所長に就任した。元財団法人理化学研究所の田島英三によれば、研究室は王子の元陸軍の資材倉庫から資材を払い下げて再建された。
1948年（昭和23年）、1946年の財団法人理化学研究所に関する措置に関する法律の規定を受け、仁科芳雄を初代社長とする「株式会社科学研究所」、通称科研が発足し、財団法人理化学研究所は正式に解散した。
1952年（昭和27年）、株式会社科学研究所（新社）設立。旧社は科研化学株式会社に改称し、純民間企業となる（のちの科研製薬株式会社）。
1956年（昭和31年）、株式会社科学研究所法（衆法）が制定され、政府の出資を受ける。

### 新生理化学研究所として

#### 特殊法人としての再建
1958年（昭和33年）、理化学研究所法（閣法）が制定され、特殊法人理化学研究所として新たに発足。
1966年（昭和41年）、重イオン加速を主目的としたサイクロトロン再建計画が進み、前年には予定地（自衛隊朝霞駐屯地の隣のブロック）に建物、同年には160cmサイクロトロンが組みあがり、10月に試運転が開始された。このサイクロトロンはほぼ四半世紀後の1990年（平成2年）まで稼働し、その後安全管理室により解体された。
1967年（昭和42年）、本拠地を東京都文京区駒込から、新たに埼玉県北足立郡大和町（現・和光市）に開設された大和研究所（現・理化学研究所 研究本館）に移転。
1984年（昭和59年）、ライフサイエンス筑波研究センター（現: 筑波研究所）を筑波研究学園都市（茨城県つくば市）に開設。

#### 独立行政法人時代
2003年（平成15年）10月、独立行政法人化され、2001年（平成13年）にノーベル化学賞を受賞した野依良治を理事長に迎えた。
2005年（平成17年）8月、「感染症研究ネットワーク支援センター」発足。
2012年（平成24年）9月、計算科学研究機構のスーパーコンピュータ「京」運用開始。

#### 国立研究開発法人時代
2015年（平成27年）4月、国立研究開発法人に法人格変更。
2016年（平成28年）、アジアで初の合成元素（113番）にニホニウムと命名。同命名により第48回星雲賞自由部門を受賞。
2020年（令和2年）4月、宇宙航空研究開発機構（JAXA）と連携協力協定を締結。
2021年（令和3年）、スーパーコンピュータ「富岳」の運用を開始する。

## 著名な在籍者
- 湯川秀樹
- 朝永振一郎
- 利根川進
- 鈴木梅太郎
- 寺田寅彦
- 中谷宇吉郎
- 長岡半太郎
- 嵯峨根遼吉
- 池田菊苗
- 本多光太郎
- 仁科芳雄
- 菊池正士
- 竹市雅俊
- 小室哲哉
- 小保方晴子他

## 歴代所長・理事長

### 総裁
| 代   | 氏名           | 備考                                                  |
| ---- | -------------- | ----------------------------------------------------- |
| 初代 | 伏見宮貞愛親王 | 帝国軍人後援会総裁、 元帥陸軍大将、大勲位功二級内大臣 |

### 所長
| 代    | 氏名       | 備考                                                             |
| ----- | ---------- | ---------------------------------------------------------------- |
| 初代  | 菊地大麓   | 男爵、数学者                                                     |
| 第2代 | 古市公威   | 男爵、帝国大学工科大学初代学長、東京仏学校初代校長、東大名誉教授 |
| 第3代 | 大河内正敏 | 東大教授、内閣顧問、東京物理学校理事長、A級戦犯                  |
| 第4代 | 仁科芳雄   | サイクロトロン開発者                                             |

### 科学研究所社長
| 代   | 氏名     | 備考                     |
| ---- | -------- | ------------------------ |
| 初代 | 仁科芳雄 | 上述帝国軍人後援会総裁、 |

### 歴代理事長（特殊法人以降）
| 代     | 氏名     | 在任時期                | 備考                                                                     |
| ------ | -------- | ----------------------- | ------------------------------------------------------------------------ |
| 初代   | 長岡治男 | 1958年10月 - 1966年10月 | 日本合板船社長、長岡半太郎長男                                           |
| 第2代  | 赤堀四郎 | 1966年12月 - 1970年4月  | 阪大名誉教授、阪大総長                                                   |
| 第3代  | 星野敏雄 | 1970年04月 - 1975年4月  | 東工大教授                                                               |
| 第4代  | 福井伸二 | 1975年04月 - 1980年4月  | 東大教授、東大航空研究所長、理研主任研究員、千葉工大教授、千葉工大理事長 |
| 第5代  | 宮島龍興 | 1980年04月 - 1988年4月  | 筑波大学長                                                               |
| 第6代  | 小田稔   | 1988年04月 - 1993年9月  | 東大教授、宇宙科学研究所教授                                             |
| 第7代  | 有馬朗人 | 1993年10月 - 1998年6月  | 東大名誉教授、東大総長、文部科学大臣                                     |
| 第8代  | 小林俊一 | 1998年08月 - 2003年9月  | 東大名誉教授                                                             |
| 第9代  | 野依良治 | 2003年10月 - 2015年3月  | 名大特別教授、ノーベル化学賞受賞者                                       |
| 第10代 | 松本紘   | 2015年4月 - 2022年3月   | 京大名誉教授、京大総長                                                   |
| 第11代 | 五神真   | 2022年4月 - 現職        | 東大大学院教授、東大総長                                                 |

※第8代までは特殊法人、第9代からは独立行政法人の理事長。

## 設置法令
国立研究開発法人理化学研究所法
その目的は、第4条にある。「理化学分野における、平和的かつ産業に資する活動を行うことで、わが国産業の技術革新を推進し、公共の利益に資することである」。

## 研究拠点
日本国内
- 本所（埼玉県和光市）

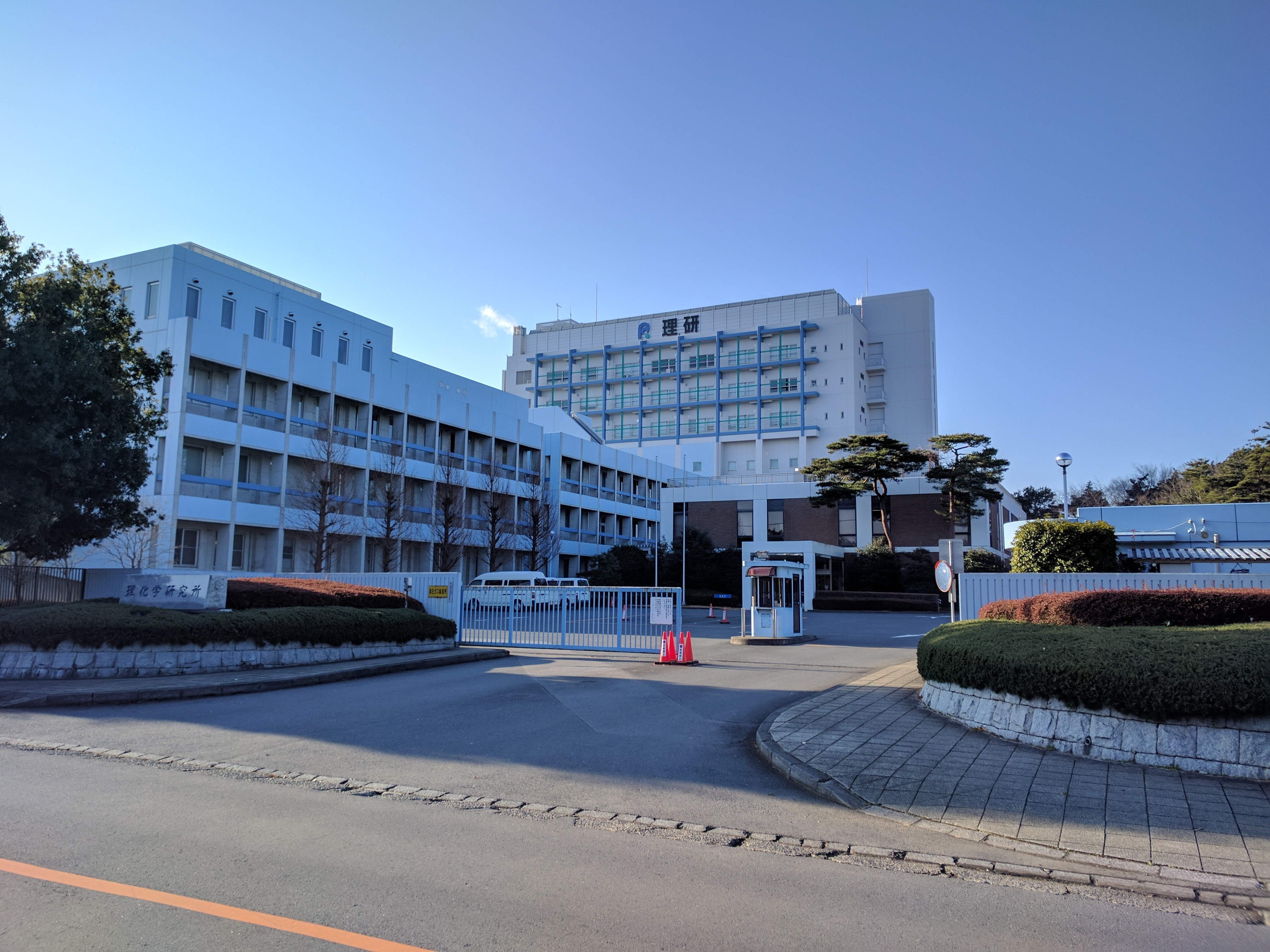
筑波研究所バイオリソースセンター

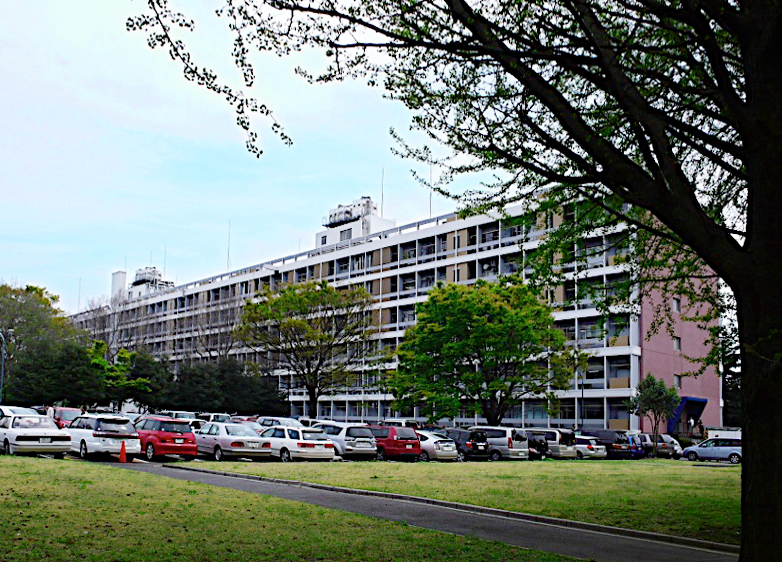
本所（埼玉県和光市）の研究本館

  - X線自由電子レーザー計画推進本部（兵庫県佐用郡佐用町）
  - 情報基盤センター（各研究所に派出チームあり）
- 和光研究所（埼玉県和光市） - 和光研究所内の中央研究所では物理学、生物・生命科学、化学等の基礎研究を行っている。事務部門・広報部門等の理化学研究所全体の支援部門も含む。
  - 数理創造研究センター
  - 脳神経科学研究センター
  - 環境資源科学研究センター
  - 創発物性科学研究センター
  - 量子コンピュータ研究センター
  - 光量子工学研究センター - 宮城県仙台市にも拠点がある。
  - 仁科加速器科学研究センター - 仁科芳雄名誉教授を記念する研究センターで、主として重イオン加速器やリニアック、放射光実験などの研究を行うRIビームファクトリーを運用している。
- 筑波研究所（茨城県つくば市） - 独立行政法人農業生物資源研究所などと連携しゲノムリソースやゲノムアーカイブ等の研究を行っている。また、P-2隔離実験施設を運用している。
  - バイオリソース研究センター
- 播磨研究所（兵庫県佐用郡佐用町）
  - 放射光科学研究センター
    - 大型放射光施設「SPring-8」
    - X線自由電子レーザー施設「SACLA」
- 横浜研究所（神奈川県横浜市） - DNAから蛋白質までの生命科学全般にわたる研究を行っており、日本最強磁場を持つ物質解析用NMRを運用し、実験を行っている。また、GRAPE-DRの兄弟機であるProtein Explorerが稼動中。
  - 生命医科学研究センター
  - 生命機能科学研究センター
  - 環境資源科学研究センター
  - 計算科学研究センター
- けいはんな学研都市精華・西木津地区内（京都府相楽郡精華町、京都府木津川市）
  - 革新知能統合研究センター - 東京都中央区にも拠点を持つ。
  - バイオリソース研究センター
- 神戸研究所（兵庫県神戸市） - 京都大学再生医科学研究所などと連携して設置され、発生医学の基礎的研究と再生医学の実用化に向けた研究が行われている。製薬関連の研究も行っており、分子イメージング技術の研究設備を併せ持つ。また、計算科学研究機構-計算科学研究センターにおいて、2012年9月から次世代スーパーコンピュータ「京」を運用中。2019年8月16日に計算資源の共用を終了し、そして8月30日にシャットダウンされた。性能が100倍程度に向上した新しい「次世代のスーパーコンピュータ」富岳（ふがく、英語: Fugaku） に置き換えられ、2021年（令和3年）に本格稼働した [14][15]。 
  - 生命機能科学研究センター (BDR)[16]
  - 計算科学研究センター (R-CCS)

日本国外
- 理化学研究所RAL支所（イギリス・Chilton Didcot Oxon） - 仁科加速器研究センターの拠点。
- 理研BNL研究センター（アメリカ合衆国ニューヨーク州） - 仁科加速器研究センターの拠点。
- 欧州事務所
- シンガポール事務所（シンガポール・Biopolis）
- 北京事務所（中華人民共和国・北京市）

### 廃止
- 統合生命医科学研究センター - 2018年4月廃止[17]。
- 脳科学総合研究センター - 2018年4月廃止[17]。フロンティア研究センターの一部門であったが、陣容の拡充の終了、研究テーマを継続する決定（日本学術会議）などによって分離し、永続的研究センターとして位置づけられている。
  - RIKEN-MIT脳科学総合研究センター（アメリカ合衆国マサチューセッツ州・ケンブリッジ）

## 組織の特徴
フロンティア研究システムは次世代研究のための先端的研究を行う部門として設置。基本的には、大学及び産業界とのコラボレーションによって、研究テーマが設定される。COEプログラムと同様にして、時限付きでプロジェクトが進行して、成果等によって評価され、研究継続か中止かの判断が行われる。現在のところ、後者の中止の判断はない。
2007年より企業などと連携したセンターを設置できるようになり、理研BSI-オリンパス連携センター（オリンパスとの連携、2007年6月設置）や理研-東海ゴム人間共存ロボット連携センター（RTC、東海ゴム工業との連携、2007年8月設置）などが設置されている。
フロンティア研究センターはグループディレクター制を採用しており、グループディレクターを中心にして、研究プログラムの複数年次に渡る研究が行われている。グループディレクター制とは、任期付きの教授のようなものであるが、21世紀COEプログラムのように人事権、及び予算権を持つ。
科学技術庁所管の特殊法人であったため、主に産業界との連携を重視。そのため、グループディレクターとは理化学研究所において実施する研究開発のプロジェクトマネージャー的な存在である。
グループディレクターがプロジェクトマネージャーならば、プログラムディレクターはプロジェクトリーダである。グループディレクターを補佐する、複数のプロジェクトリーダーが所属し、各専門別研究テーマを遂行する。

### 雇用と職制
本所（和光研究所）の人事担当者が各研究所及びフロンティア研究センターから人材確保の要望を受けて求人を行い、求人担当である主任またはグループディレクターが面接を実施する。主任やグループディレクターの権限が国立大学等よりも大きく、雇用の可否が主任もしくはグループディレクターの判断によって決定される点が普通の国公立の研究機関との違いである。
主任研究員（大学における教授、准教授、講師に相当）以上の場合には、公募職のため、理化学研究所運営理事会の議決を以って行う。
一部の研究者及び事務系職員を除いて、大半の者は1年契約であり、1年ごとに厳しい研究評価をくだされる。任期制の職員に退職金は無い。研究業績が基準に満たされない時は、雇用が解消される。一方で、年契約のシステムは研究者の流動性を生んでいる。優秀な研究者は理研で研究成果をあげて、ステップアップを兼ねて他の研究機関に移っていく。
一般の大学や大学院と同じ職制と、産業技術総合研究所の職制に該当する職制となっている。事務系職員に関しては、評議官もしくは監事職相当の職務まである。
戦前から伝統的に「研究に男女差は無い」という方針で運営し、現在でも多数の女性職員が在籍している。2006年6月6日には男女共同参画推進委員会を設置した。
幹部職員
- 理事会（理事長・理事・外部理事）
- 監事会（監査官・評議員）
- 評議員会（各研究センターの事務職の長からなる会議）
- センター長会（各研究センターの長からなる会議）

常勤職員
- 研究系
  - センター長、グループディレクター、プログラムディレクター
  - 高等主任研究員、主任研究員、上席研究員、グループリーダー、チームリーダー、ユニットリーダー
  - 研究員（博士および研究経験者）
  - ポスドク研究員（特別研究員）
  - リサーチアソシエイト
  - テクニカルスタッフI, II
  - ジュニアリサーチアソシエイト
- 技術系
  - 技術部長（グループディレクター）
  - 高等主任技術者
  - 主任技術者
  - 技術者
  - 技能者
- 事務系
  - 事務センター長
  - 高等主任企画官
  - 主任企画官
  - 高等主任事務官
  - 主任事務官
  - 事務官

非常勤職員
- 博士研究員（ポスドク研究員）
- 契約技術者（プロパー）
- 秘書・アシスタント職員
- 客員研究員
- 客員技術者
- 招請研究員
- 招請技術者

付記）以前は非常勤職員（最大3年）でも、業績を挙げると常勤職員へ登用されることがあったが、近年では著しく業績を挙げてもほとんど登用されず、外部への転出が求められる。技術系・事務系の場合には、非常勤職務中に国家公務員試験（I種）合格者は自動的に常勤職員へ登用される。

## 一般公開
年に1回、和光本所をはじめとして、各研究拠点毎に特別公開を実施。和光本所の場合には、科学技術週間にあわせて実施。研究紹介を行う。

## 不祥事
2015年3月現在、理研では、もし内部の研究者に不正認定が出た場合、調査費などの経費はその研究者には請求できない規定となっている。

### 不祥事一覧
- 2004年（平成16年）2月 - 元理事の研究費不正流用（約526万円）と、環境型セクシャルハラスメントが発覚する。
- 2004年（平成16年）6月 - 海外出張旅費を二重取りしていた元主任研究員に対して、詐欺容疑（約190万円）で告訴状が出される（結果は不起訴処分）。
- 2004年（平成16年）12月 - 理研は、ある理研研究者の血小板に関する論文において実験データ図が改ざんされていた（科学における不正行為があった）、と記者発表した。
- 2006年（平成18年）4月 - 延べ1937名の職員に対して、放射線業務手当の過払い支給（1068万円）が発覚。
- 2007年（平成19年）3月 - 研究業務課長のタクシー券私的使用（189件・192万530円分）が発覚。（業務上横領罪（刑法253条））
- 2009年（平成21年）9月 - 主任研究員が架空取引を行い当研究所に損害を与えたとして背任容疑で逮捕。
- 2010年（平成22年）4月 - 事業仕分けにおいて、理研で「アシスタント」として配偶者を雇用してその配偶者に給与を支払っていることは問題だ、と指摘される。
- 2014年（平成26年）2月 - STAP論文事件発生。刺激惹起性多能性獲得細胞（STAP細胞）、小保方晴子を参照。
- 2014年（平成26年）5月 - 理化学研究所も対象予定であった「特定国立研究開発法人」法案の国会提出が見送りになる[23][24]。
- 2014年（平成26年）6月 - 既に発覚していたマウス取り違え事件が大々的に報道される[25]。
- 2014年（平成26年）8月 - 理研のCDBグループのディレクターで、STAP論文にかかわった笹井芳樹が自殺。
- 2014年（平成26年）8月 - 個人口座へ公金の不正送金を行った北京事務所前事務所長を理研が提訴[26][27]。
- 2015年（平成27年）1月 - 「匿名Aによる論文大量不正疑義事件」において、センター長が責任著者の論文2本が文科省に告発された[28][29][30][31][32]。東京大学の予備調査の結果、不正の疑いはないと7月31日に発表された[33][34][35]。

### 問題に伴う改革
- 2005年4月 - 「監査・コンプライアンス室」を設置[36]。
- 2005年12月 - 「科学研究上の不正行為の基本的対応方針」を策定[36]。
- 2014年8月 - 「研究不正再発防止をはじめとする高い規範の再生のためのアクションプラン」を発表[37]。

## 関連書籍
- 宮田親平『科学者たちの自由な楽園 栄光の理化学研究所』文藝春秋、1983年7月。ISBN 978-4163381206。
- 伊藤智義、森田信吾（イラスト）『栄光なき天才たち 6（ヤングジャンプ・コミックス）』集英社、1989年8月。ISBN 978-4088614786。 - 第26話に『理化学研究所』を所収。
- 伊藤智義著、森田信吾イラスト『栄光なき天才たち 4』集英社〈集英社文庫コミック版〉、1997年7月。ISBN 978-4086170956。 - 『理化学研究所』を所収。
- 宮田親平『「科学者の楽園」をつくった男 大河内正敏と理化学研究所』日本経済新聞社〈日経ビジネス人文庫〉、2001年5月。ISBN 978-4532190620。